# Црква Преображења Господњег у Суторини
Црква Преображења Господњег је храм Захумско-херцеогавачке и приморске епархије Српске православне цркве. Смештена је у доњем току реке Суторине.

## Историја
Нема поузданих података о времену изградње ове цркве, али се са сигурношћу може рећи да је подигнута у периоду између завршетка Наполеонових ратова и устанка Луке Вукаловића (1852-1862). Ако се узме у обзир чињеница да је у овом временском периоду тек почетком 30-их година 19. века однос османских власти према православнима био најтолерантнији, а црквена изградња се одвијала свуда у Херцеговини, онда је најлогичније да је изградња Преображенске цркве на Суторинском пољу у овом периоду. Изградња цркве је највероватније почела тек у другој половини 1832. године, пошто се у извештају аустријског пуковника Б. Кабоге о Суторину, од јула 1832. године, црква Преображења Господњег не помиње међу постојећим православним црквама.
За време устанка Луке Вукаловића (1852—1862) црква је потпуно уништена од Турака 1857. године. На њеном месту османске власти су подигле шталу и војнички магацин, а у непосредној близини порушене цркве Турци су подигли караулу. Становници Суторине су преко руског конзула у Дубровнику Константина Дмитријевича Петковича упутили протест султану због уништења њихове светиње. Године 1860. напорима руског дипломате формирана је специјална међународна комисија која је проучавала то подручје и закључила да су штала и магацин изграђени на месту порушене православне цркве. Под притиском Аустрије и Русије, османски султан Абдул-Азиз је 1864. године био принуђен да објави салаш о обнови Преображенске цркве на Суторинском пољу. Међутим, локалне отоманске власти нису журиле да испуне султанову наредбу и реконструкција храма се отегла све до 1875. године, када је аустроугарски цар Франц Јосиф I, док је био у региону, донирао 200 флорина за завршетак изградње.
Почетком Првог светског рата, црква Преображења Господњег се суочава са новим искушењима. Аустроугарске власти затварају цркву и претварају је у војно складиште муниције. Угарски војници су изнели и опљачкали сав црквени прибор. Оба звона су скинута са црквеног звоника. О судбини једног од њих се једино зна да га је одвела аустроугарска војска. Друго звоно украли су и однели у Конавле мештани села Паље Брдо. Звоно са цркве Преображења Господњег постављено је на звоник католичке цркве Св. Павла у конавоском селу Паље Брдо. По завршетку Првог светског рата, залагањем Суторинаца Томе Малавражића и свештеника Шпире Лучића, звоно је 1922. године враћено црквеној општини Преображенске цркве. Још једно звоно које недостаје храму је поклонио Шпиро Јанковић из Игала.
Храм Светог Преображења Господњег припада Захумско-херцеговачкој епархији Српске православне цркве и потчињен је протопрезвитеријату требињском. Гробље код цркве Преображења Господњег је гробље мештана села Њивице и Херцегновског округа Игало.